# Солотва
Солотва (пол. Sołotwa) — река в Любачувском повяте Подкарпатского воеводства Польши. Правый приток реки Любачувка (бассейн Вислы).
Длина реки 15 км. Река типично равнинная. Долина в основном широкая (кроме верховьев), поросшая луговой растительностью. Русло слабоизвилистое, местами выпрямленное.
Образуется слиянием рек Смолинка и Паперня. Течёт сначала на северо-запад, в низовьях постепенно поворачивает на запад, юго-запад, юг и юго-восток. Впадает в Любачувку южнее города Любачув.
Правый приток — Свидница.